# IV. třída okresu České Budějovice
IV. třída okresu České Budějovice tvoří společně s ostatními skupinami čtvrté třídy nejnižší (desátou nejvyšší) fotbalovou soutěž v České republice. Je řízena Okresním fotbalovým svazem České Budějovice. Hraje se každý rok od léta do jara se zimní přestávkou. V sezoně 2017/18 se hraje v jedné skupině s 11 účastníky z okresu České Budějovice, každý s každým hraje jednou na domácím hřišti a jednou na hřišti soupeře. Vítěz postupuje do III. třídy okresu České Budějovice. Soutěž je od sezóny 2017/2018 zrušena.

## Vítězové

### IV. třída okresu České Budějovice skupina A
| Ročník    | Vítězný tým                 |
| --------- | --------------------------- |
| 2003/2004 | FK Borek                    |
| 2004/2005 | SK Sedlec „B“               |
| 2005/2006 | SK Úsilné                   |
| 2006/2007 | FK Olešník „B“              |
| 2007/2008 | SK Mladé „B“                |
| 2008/2009 | TJ Slavoj Srubec „B“        |
| 2009/2010 | TJ Slovan Černý Dub         |
| 2010/2011 | TJ Nová Ves                 |
| 2011/2012 | TJ Calofrig Borovany „B“    |
| 2012/2013 | Sokol Strýčice              |
| 2013/2014 | TJ Spartak Trhové Sviny „B“ |
| 2014/2015 | TJ Slavoj Ledenice „B“      |
| 2015/2016 | SK Včelná                   |
| 2016/2017 | TJ Sokol Kamenný Újezd „B“  |
| 2017/18   | Soutěž zrušena.             |

### IV. třída okresu České Budějovice skupina B
| Ročník    | Vítězný tým                |
| --------- | -------------------------- |
| 2003/2004 | TJ Calofrig Borovany       |
| 2004/2005 | TJ Sokol Kamenný Újezd „B“ |
| 2005/2006 | TJ Slovan Černý Dub        |
| 2006/07   | Soutěž se nehrála.         |
| 2007/08   | Soutěž se nehrála.         |
| 2008/09   | Soutěž se nehrála.         |
| 2009/10   | Soutěž se nehrála.         |
| 2010/11   | Soutěž se nehrála.         |
| 2011/12   | Soutěž se nehrála.         |
| 2012/13   | Soutěž se nehrála.         |
| 2013/14   | Soutěž se nehrála.         |
| 2014/15   | Soutěž se nehrála.         |
| 2015/16   | Soutěž se nehrála.         |
| 2016/17   | Soutěž se nehrála.         |
| 2017/18   | Soutěž zrušena.            |